# Sveti Primož na Pohorju
Sveti Primož na Pohorju, pogosto zapisano okrajšano kot Sv. Primož na Pohorju, je naselje v Občini Vuzenica.